# Médéric Clain
Médéric Clain (Meulan-en-Yvelines, 29 d'octubre de 1976) és un ciclista francès. Professional del 2000 al 2004 quan va ser acomiadat del seu equip el Cofidis, al estar implicat en un afer de dopatge (afer Cofidis). A partir del 2005 ha militat en equips amateurs.

## Palmarès
- 1999
  - Vencedor d'una etapa al Tour de Corrèze
- 2005
  - Vencedor de 2 etapes al Circuit de Saône-et-Loire
  - Vencedor d'una etapa al Critérium des Espoirs
- 2007
  - 1r al Gran Premi de La Rouchouze
- 2008
  - Vencedor d'una etapa al Tour del Cantó de Saint-Ciers
- 2009
  - 1r al Circuit boussaquin
  - 1r al Gran Premi de Montamisé
  - Vencedor d'una etapa al Tour de Nova Caledònia
- 2010
  - Vencedor de 2 etapes al Tour de Madagascar
- 2011
  - Vencedor de 2 etapes al Boucle du Coton
  - Vencedor d'una etapa al Tour de Madagascar
- 2013
  - 1r al Tour de Togo i vencedor de 4 etapes
  - 1r al Tour de la RD Congo i vencedor de 5 etapes
  - Vencedor d'una etapa al Circuit des plages vendéennes
  - Vencedor de 2 etapes al Tour de Madagascar
- 2014
  - Vencedor de 2 etapes al Tour de la RD Congo
- 2017
  - Vencedor d'una etapa al Tour de Faso

### Resultats al Tour de França
- 2003. 105è de la classificació general

### Resultats a la Volta a Espanya
- 2002. 70è de la classificació general